# Esqui estilo livre nos Jogos Olímpicos de Inverno de 2022 - Big air feminino
A competição do big air feminino do esqui estilo livre nos Jogos Olímpicos de Inverno de 2022 ocorreu entre os dias 7 e 8 de fevereiro no Big Air Shougang, em Pequim.

## Medalhistas
| Ouro   | CHN Eileen Gu        |
| Prata  | FRA Tess Ledeux      |
| Bronze | SUI Mathilde Gremaud |

## Programação
Horário local (UTC+8).
| Data           | Horário | Evento       |
| -------------- | ------- | ------------ |
| 7 de fevereiro | 9:00    | Qualificação |
| 8 de fevereiro | 10:00   | Finais       |

## Resultados

### Qualificação
| Pos. | Bib | Ordem | Atleta               | País               | Corrida 1   | Corrida 2   | Corrida 3   | Total       | Notas |
| ---- | --- | ----- | -------------------- | ------------------ | ----------- | ----------- | ----------- | ----------- | ----- |
| 1    | 8   | 20    | Megan Oldham         | CAN Canadá         | 80.00       | 91.25       | 8.25        | 171.25      | Q     |
| 2    | 2   | 4     | Tess Ledeux          | FRA França         | 90.50       | 80.50       | 20.00       | 171.00      | Q     |
| 3    | 11  | 24    | Anastasia Tatalina   | ROC                | 68.75       | 89.75       | 73.50       | 163.25      | Q     |
| 4    | 16  | 17    | Sandra Eie           | NOR Noruega        | 77.50       | 76.25       | 84.50       | 162.00      | Q     |
| 5    | 4   | 5     | Eileen Gu            | CHN China          | 89.00       | 24.50       | 72.25       | 161.25      | Q     |
| 6    | 1   | 2     | Mathilde Gremaud     | SUI Suíça          | 88.25       | 71.00       | 33.75       | 159.25      | Q     |
| 7    | 12  | 15    | Kirsty Muir          | GBR Grã-Bretanha   | 89.25       | 67.00       | 68.25       | 157.50      | Q     |
| 8    | 22  | 22    | Darian Stevens       | USA Estados Unidos | 84.75       | 10.00       | 67.25       | 152.00      | Q     |
| 9    | 6   | 26    | Sarah Höfflin        | SUI Suíça          | 85.50       | 42.75       | 64.00       | 149.50      | Q     |
| 10   | 5   | 1     | Johanne Killi        | NOR Noruega        | 87.50       | 60.75       | 58.25       | 148.25      | Q     |
| 11   | 19  | 16    | Olivia Asselin       | CAN Canadá         | 60.75       | 87.00       | 16.00       | 147.75      | Q     |
| 12   | 24  | 12    | Anni Kärävä          | FIN Finlândia      | 82.50       | 52.50       | 62.00       | 144.50      | Q     |
| 13   | 17  | 13    | Katie Summerhayes    | GBR Grã-Bretanha   | 63.75       | 69.25       | 67.25       | 136.50      |       |
| 14   | 15  | 19    | Marin Hamill         | USA Estados Unidos | 61.50       | 66.00       | 66.25       | 132.25      |       |
| 15   | 14  | 21    | Maggie Voisin        | USA Estados Unidos | 16.25       | 60.00       | 68.00       | 128.00      |       |
| 16   | 27  | 23    | Dominique Ohaco      | CHI Chile          | 60.25       | 11.25       | 66.25       | 126.50      |       |
| 17   | 3   | 3     | Kelly Sildaru        | EST Estônia        | 40.25       | 85.25       | 28.00       | 125.50      |       |
| 18   | 26  | 6     | Alia Delia Eichinger | GER Alemanha       | 51.00       | 64.75       | 39.00       | 115.75      |       |
| 19   | 21  | 8     | Ksenia Orlova        | ROC                | 60.00       | 54.75       | 9.00        | 114.75      |       |
| 20   | 20  | 10    | Yang Shuorui         | CHN China          | 38.25       | 40.50       | 55.50       | 96.00       |       |
| 21   | 18  | 11    | Lara Wolf            | AUT Áustria        | 25.25       | 36.25       | 55.25       | 91.50       |       |
| 22   | 13  | 18    | Margaux Hackett      | NZL Nova Zelândia  | 9.75        | 9.00        | 65.00       | 74.75       |       |
| 23   | 23  | 25    | Laura Wallner        | AUT Áustria        | 59.50       | 9.00        | 9.00        | 68.50       |       |
| 24   | 10  | 14    | Caroline Claire      | USA Estados Unidos | 20.00       | 17.25       | DNS         | 20.00       |       |
| 25   | 9   | 9     | Silvia Bertagna      | ITA Itália         | 17.00       | 16.75       | DNS         | 17.00       |       |
| 26   | 7   | 7     | Elena Gaskell        | CAN Canadá         | Não iniciou | Não iniciou | Não iniciou | Não iniciou |       |

### Final
| Pos.              | Bib | Ordem | Atleta             | País               | Corrida 1 | Corrida 2 | Corrida 3 | Total  |
| ----------------- | --- | ----- | ------------------ | ------------------ | --------- | --------- | --------- | ------ |
| Medalha de ouro   | 4   | 8     | Eileen Gu          | CHN China          | 93.75     | 88.50     | 94.50     | 188.25 |
| Medalha de prata  | 2   | 11    | Tess Ledeux        | FRA França         | 94.50     | 93.00     | 73.25     | 187.50 |
| Medalha de bronze | 1   | 7     | Mathilde Gremaud   | SUI Suíça          | 89.25     | 93.25     | 26.00     | 182.50 |
| 4                 | 8   | 12    | Megan Oldham       | CAN Canadá         | 85.00     | 89.25     | 88.75     | 178.00 |
| 5                 | 12  | 6     | Kirsty Muir        | GBR Grã-Bretanha   | 90.25     | 78.75     | 15.50     | 169.00 |
| 6                 | 6   | 4     | Sarah Höfflin      | SUI Suíça          | 82.50     | 53.00     | 76.25     | 158.75 |
| 7                 | 5   | 3     | Johanne Killi      | NOR Noruega        | 87.75     | 58.50     | 65.50     | 153.25 |
| 8                 | 19  | 2     | Olivia Asselin     | CAN Canadá         | 62.00     | 60.25     | 85.50     | 147.50 |
| 9                 | 24  | 1     | Anni Kärävä        | FIN Finlândia      | 81.00     | 54.00     | 82.50     | 136.50 |
| 10                | 11  | 10    | Anastasia Tatalina | ROC                | 75.50     | 22.25     | 47.00     | 122.50 |
| 11                | 22  | 5     | Darian Stevens     | USA Estados Unidos | 56.75     | 50.75     | 18.25     | 75.00  |
| 12                | 16  | 9     | Sandra Eie         | NOR Noruega        | 17.00     | 19.00     | 64.50     | 64.50  |

Legenda
| Recorde mundial      | Recorde mundial (World record)               |                       | Recorde africano                      | Recorde africano (African) |                                           | Q | Classificado por posição (Qualified) |
| Recorde olímpico     | Recorde olímpico (Olympic record)            | Recorde da América    | Recorde da América (Americas)         | q                          | Classificado por melhor tempo (Qualified) |   |                                      |
| Melhor marca do ano  | Melhor marca do ano (World leading)          | Recorde asiático      | Recorde asiático (Asian)              | DNS                        | Não largou (Did not start)                |   |                                      |
| Recorde nacional     | Recorde nacional (National record)           | Recorde europeu       | Recorde europeu (European)            | DNF                        | Não terminou (Did not finish)             |   |                                      |
| Recorde pessoal      | Recorde pessoal do atleta (Personal best)    | Recorde da Oceania    | Recorde da Oceania (Oceania)          | DSQ / DQ                   | Desclassificado (Disqualified)            |   |                                      |
| Recorde da temporada | Recorde da temporada do atleta (Season best) | Recorde sul-americano | Recorde sul-americano (South America) | NM                         | Sem marca (No mark)                       |   |                                      |